# Gymnocondylus
Gymnocondylus es un género botánico monotípico perteneciente a la familia de las asteráceas. Su única especie: Gymnocondylus galeopsifolius es originaria de Brasil donde se encuentra en el Cerrado.

## Descripción
Planta herbácea erecta, poco ramosa, con hojas crenuladas opuestas. Las inflorescencias son laxas y corymbosas, tienen unos 60-80 flósculos por receptáculo y, como todos los géneros de la tribu Eupatorieae, carecen por completo de lígulas. El involucro tiene una 50 brácteas imbricadas, estrechas, lanceoladas y de longitudes distintas en 2 o 3 filas. Los aquenios son fusiforme con 5 costillas y un vilano de una sola fila de cerdas.

## Taxonomía
Gymnocondylus galeopsifolius fue descrita originalmente por George Gardner como Eupatorium galeopsifolius y luego clasificada en el nuevo género Gymnocondylus por Robert Merrill King y Harold E. Robinson y publicado en Phytologia, vol. 24, p. 394 en 1972.
Sinonimia
- Eupatorium galeopsifolium Gardner	basónimo
- Eupatorium rupestre Gardner[5]